# 井上周一郎
井上 周一郎（いのうえ しゅういちろう、1975年- ）は、日本の彫刻家。鹿児島女子短期大学児童教育学科教授。長崎県諫早市出身。日展会員，日本彫刻会正会員（展覧会委員），白日会会員， 日本美術家連盟会員等。

## 学歴・主要な活動歴
- 2000年　鹿児島大学大学院教育学研究科美術教育専修彫刻分野を修了
- 2004年　イタリア国立カッラーラ美術学院彫刻科に留学、2008年卒業
- 1998年　作品「己」を野外設置～母校・長崎県立西陵高等学校
- 2000年　第11回明日の白日会展に選抜出品～東京、松屋銀座画廊（’01, ’09, ’10, ’15年も同選抜出品）
- 同年　　 作品「pour」を屋内設置～指宿市立指宿商業高等学校
- 2001年　彫刻グループ展第1回想刻展を開催～鹿児島、ギャラリー川野（留学期間を除いて、毎年出品）
- 同年　　 鹿児島県秀作美術展に選定出品（’03年も選定出品）
- 2005年　第1回国際彫刻シンポジウム“NORBERTO GIANNECCHINI”に選抜参加～イタリア、マッサ、石材会社M＋Q
- 同年　　 第13回カステル・サン・ニコロ石彫ビエンナーレ展に選抜出品～イタリア、カステル・サン・ニコロ市
- 同年　　 作品「DOLCE LUNA」を野外設置～イタリア、マッサ、石材会社M＋Q
- 2006年　若き芸術家展”に選抜出品～イタリア、カプライア、FORNACE PASQUINUCCIギャラリー
- 同年　　 第27回カッラーラ大理石国際見本市展に選抜出品～イタリア、マリーナ・ディ・カッラーラ
- 同年　　 第13回国際彫刻シンポジウム“Bildhauersymposium”に招待参加～ドイツ、ウンスィーデル
- 同年　　 “彫刻の手仕事展”に選抜出品～イタリア、トリニタ・ディ・シエナ市図書館
- 同年　　 “ カッラーラの彫刻家展”に選抜出品～ドイツ、ウェスバーデン、ハ－スネル画廊
- 同年　　  “フィレンツェにおける大理石芸術展”に選抜出品～イタリア、フィレンツェ市エ・パガッリ芸術公園
- 同年　　 “カッラーラの彫刻芸術展” に招待出品～ドイツ、ベルリンアートセンターFRIEDRICHSTRASSE
- 同年　　 “井上周一郎 彫刻展”を開催～イタリア、ミラノ日本国総領事館
- 2007年　“INFIERA”ビエンナーレ展に選抜出品～イタリア、カッラーラ、チーボ・マラスピーナ
- 2009年　“井上周一郎 大理石彫刻展”を開催～鹿児島、White Gallery
- 2011年　第35回鹿児島市春の新人賞受賞記念“井上周一郎 彫刻展”を開催～鹿児島市立美術館
- 同年　　 作品「慈愛」像を設置～『メディポリス指宿』がん粒子線治療研究センター
- 2012年　作家・向田邦子彫刻「出合う」を屋内設置～鹿児島、かごしま近代文学館
- 2015年　「 林芙美子文学碑 」を野外設置～鹿児島、城山観光ホテル
- 同年　　  “Carrara Studi Aperti 2015"彫刻グループ展招待, イタリア カッラーラ市
- 2016年　“井上周一郎 彫刻展”を開催～鹿児島県歴史資料センター黎明館
- 2017年　“井上周一郎 彫刻展”を開催～ 諫早市美術・歴史館（長崎県）
- 2020年　改組 新 第7回日展審査員を務める～国立新美術館（東京都）

現在、鹿児島大学教育学部非常勤講師も務める。

## 受賞歴
- 1996年　第72回白日会展において入選：東京都美術館（’99年まで連続入選。以後、留学期間を除いて会員等で毎年出品。）
- 1997年　第29回日展において入選：東京都美術館（留学期間を除いて、’11年まで連続入選
- 2000年　第76回白日会展において、会友奨励賞を受賞～東京都美術館（翌年も同賞受賞）
- 2002年　第49回鹿児島県美術展において、鹿児島市長賞を受賞
- 同年　　 第47回長崎県美術展において、長崎県知事賞を受賞
- 2004年　第49回長崎県美術展において、長崎県知事賞／西望平和賞を受賞
- 2009年　公益財団法人かぎん文化財団から、かぎん文化財団賞を受賞
- 2010年　鹿児島市芸術文化協会から、第35回鹿児島市春の新人賞を受賞
- 2014年　改組 新 第1回日展 に「羽化」を出品し、特選を受賞～東京、国立新美術館
- 2016年　改組 新 第3回日展に「涙の行方」を出品し、特選を受賞～東京、国立新美術館
- 2019年　第49回日本彫刻会展覧会「潮騒」新人賞を受賞～東京都美術館
- 2020年　鹿児島県芸術文化奨励賞を受賞
- 2021年　第50回記念日展に「春水」を出品し、『東京都知事賞』を受賞～東京都美術館

## 活動内容
現在、大理石を中心とした彫刻作品の製作活動を主に行っている。石彫刻でありながらも柔らかさや気品を持った作品が特徴的であり、第50回記念日本彫刻会展覧会で『東京都知事賞』を受賞した作品の「春水」は、審査員・美術評論家の武田厚氏より、「石を扱いながら、主題に見る通りの、柔和で優美な香りを感じさせる表現も特異である」と講評された。